# 赫维什

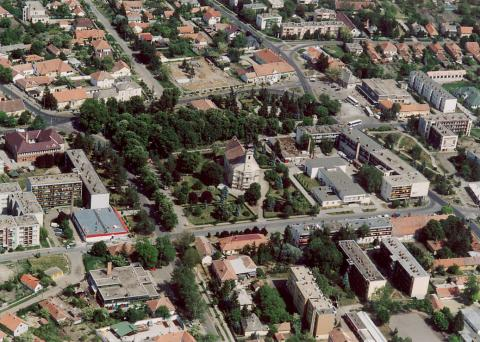
鳥覽赫维什

赫维什（匈牙利語：Heves）是匈牙利赫维什州的一个镇，面积99.31平方公里，人口11,522人（2001年）。它位於布达佩斯以东约100公里处以及匈牙利大平原的北端，马特劳山和比克山的南边，蒂薩河的西边。赫维什是赫維什州第四大镇。
47°36′N 20°17′E / 47.6°N 20.28°E